# Caroline (Canada)
Caroline is een plaats (village) in de Canadese provincie Alberta en telt 515 inwoners (2006).